# Music Is My Radar
Music Is My Radar är den brittiska alternativa rockgruppen Blurs tjugotredje singel, utgiven den 16 oktober 2000. Som bäst nådde singeln plats 10 på brittiska topplistan. Denna singel är inte hämtad från något studioalbum.

## Låtlista
Samtliga låtar är skrivna av Albarn/Coxon/James/Rowntree
- CD1

1. "Music Is My Radar" (radio edit)
2. "Black Book"
3. "Headist" / "Into Another" (live)

- CD2

1. "Music Is My Radar" (radio edit)
2. "7 Days" (live)
3. "She's So High" (live)

- Japansk och europeisk CD

1. "Music Is My Radar (radio edit)"
2. "Black Book"
3. "7 Days" (live)
4. "She's So High" (live)

- Kassett

1. "Music Is My Radar" (radio edit)
2. "Black Book"
3. "She's So High" (live)

- 12"

1. "Music Is My Radar" (radio edit)
2. "Black Book"